# Luis Callejo Martínez
Luis Callejo Martínez (Segòvia, 1 d'agost de 1970) és un actor de cinema, teatre i televisió espanyol.

## Biografia
En 1993 es va matricular a la RESAD i en 1997 es va llicenciar en Art Dramàtic.
Luis Callejo parla diversos idiomes, a part de castellà, anglès i francès i a més té un nivell bàsic d'italià. Té experiència com a actor tant en anglès com en francès. Va estudiar a Madrid al costat de Nacho Guerreros (entre altres), Art dramàtic, i va començar fent teatre, fins que va passar a ser actor de cinema.
Entre 2011 i 2013 va participar en la sèrie El barco fins a la seva finalització i, en 2016, en la sèrie de Telecinco, Alatriste.

## Filmografia

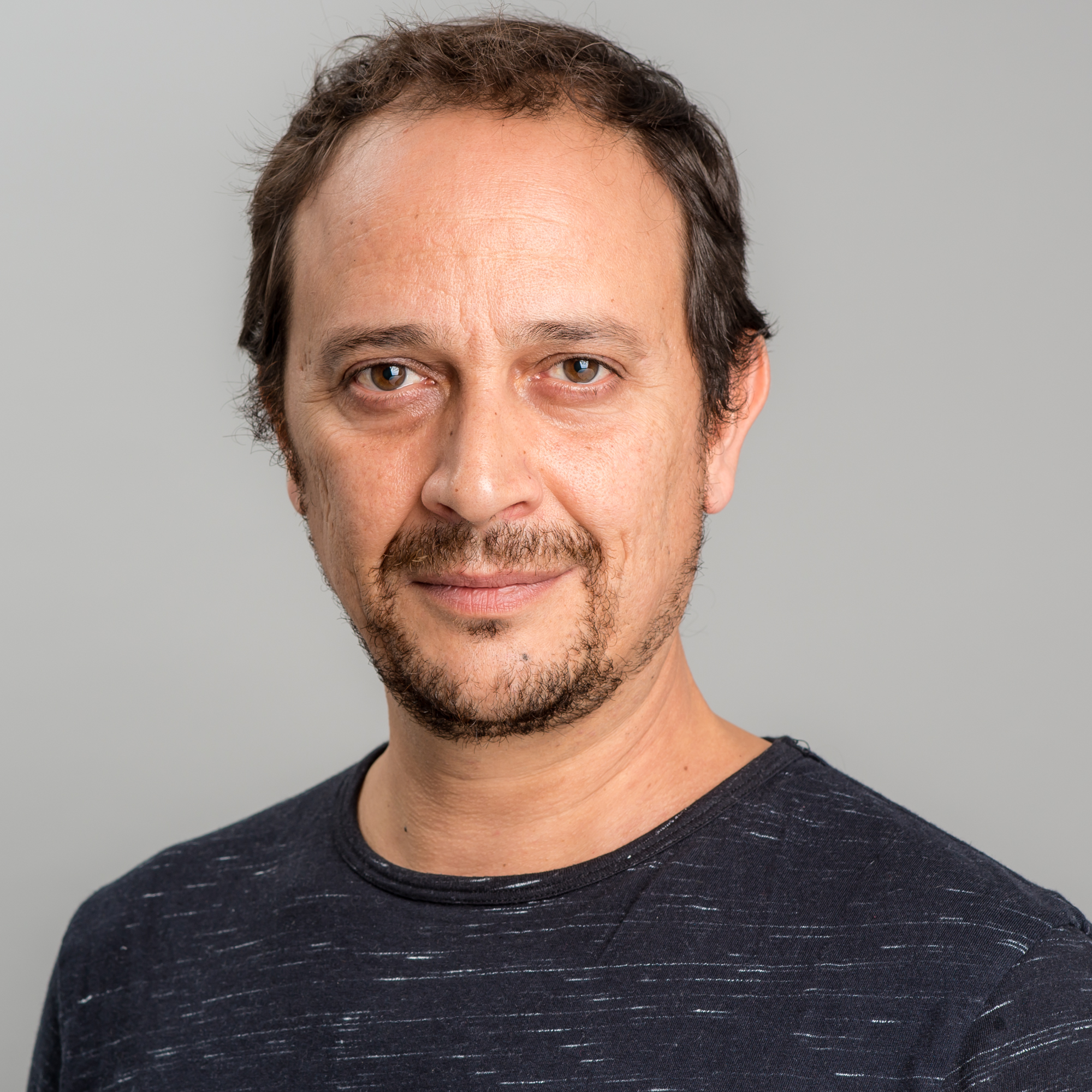
Luis Callejo en 2016

| Pel·lícula                     | Director                  | Any  |
| ------------------------------ | ------------------------- | ---- |
| Intemperie                     | Benito Zambrano           | 2019 |
| Mientras dure la guerra        | Alejandro Amenabar        | 2019 |
| En las estrellas               | Zoe Berriatúa             | 2018 |
| Jefe                           | Sergio Barrejón           | 2018 |
| Es por tu bien                 | Carlos Therón             | 2017 |
| El hombre de las mil caras     | Alberto Rodríguez         | 2016 |
| Kiki, el amor se hace          | Paco León                 | 2016 |
| Tarde para la ira              | Raúl Arévalo              | 2016 |
| Cien años de perdón            | Daniel Calparsoro         | 2016 |
| Risen                          | Kevin Reynolds            | 2016 |
| Mi gran noche                  | Alex de la Iglesia        | 2015 |
| La herida                      | Fernando Franco           | 2013 |
| Lo contrario al amor           | Vicente Villanueva        | 2011 |
| 23-F: la película              | Chema de la Peña          | 2011 |
| El diario de Carlota           | José Manuel Carrasco      | 2010 |
| La mula                        | Michael Radford           | 2010 |
| El mal ajeno                   | Oskar Santos              | 2009 |
| Siete minutos                  | Daniela Fejerman          | 2009 |
| Al final del camino            | Roberto Santiago          | 2009 |
| El patio de mi cárcel          | Belén Macías              | 2008 |
| La mujer del anarquista        | Marie Noelle i Peter Sehr | 2008 |
| Che: Guerrilla                 | Steven Soderbergh         | 2007 |
| El club de los suicidas        | Roberto Santiago          | 2007 |
| Amigos de Jesús                | Antonio Muñoz de Mesa     | 2007 |
| La caixa Kovak                 | Daniel Monzón             | 2006 |
| Princesas                      | Fernando León de Aranoa   | 2005 |
| El penalti más largo del mundo | Roberto Santiago          | 2005 |
| Sobre el arco iris             | Gonzalo López-Gallego     | 2003 |
| Juego de luna                  | Mónica Laguna             | 2001 |

## Televisió
| Sèrie                    | Personatge                 | Any       |
| ------------------------ | -------------------------- | --------- |
| El Continental           | Benítez                    | 2018      |
| Vis a vis                | Andrés Frutos              | 2018      |
| El ministerio del tiempo | Manuel Godoy               | 2017      |
| Alatriste                | Luis de Alquezar           | 2015      |
| Crossing Lines           | Raúl Campo                 | 2014      |
| El barco                 | Julián de la Cuadra        | 2011-2013 |
| Supercharly              | Carlos Navarro/Supercharly | 2010      |
| Cazadores de hombres     | Ignacio Mendoza            | 2008      |
| Aída                     | Vicente Capítulo 4x43      | 2007      |
| Los hombres de Paco      | Aureliano Márquez          | 2005      |
| Aquí no hay quien viva   | Capítulo 3x15              | 2004      |
| Manos a la obra          |                            | 2001      |

## Teatre
| Obra                                       | Director        | Any       |
| ------------------------------------------ | --------------- | --------- |
| Urtain                                     | Andrés Lima     | 2008-2009 |
| La verdadera historia de los hermanos Marx | Álvaro Lavín    | 2007-2008 |
| Bent                                       | Gina Piccirilli | 2005      |
| Los tres mosqueteros buscando a Dartañan   | Javier Veiga    | 2002      |
| Casa con dos puertas mala es de guardar    | Javier Veiga    | 1999      |
| Los carniceros                             | Denis Rafter    | 1997      |

## Premis i nominacions
Premis Fugaz al curtmetratge espanyol
| Any  | Categoria    | Curtmetratge  | Resultat  |
| ---- | ------------ | ------------- | --------- |
| 2017 | Millor actor | Vida en Marte | Guanyador |
| 2018 | Millor actor | Enemigos      | Nominat   |

Premis Sant Jordi de Cinematografia
| Any  | Categoria                            | Pel·lícula        | Resultat  |
| ---- | ------------------------------------ | ----------------- | --------- |
| 2016 | Millor actor en pel·lícula espanyola | Tarde para la ira | Guanyador |

Premis Goya
| Any  | Categoria                                     | Pel·lícula        | Resultat |
| ---- | --------------------------------------------- | ----------------- | -------- |
| 2019 | Millor interpretació masculina de repartiment | Intemperie        | Nominat  |
| 2016 | Millor interpretació masculina protagonista   | Tarde para la ira | Nominat  |
| 2005 | Millor actor revelació                        | Princesas         | Nominat  |